# Mount Rogers (Coatsland)
Mount Rogers ist ein 995 m hoher Berg im ostantarktischen Coatsland. In den Haskard Highlands im westlichen Teil der Shackleton Range ragt er zwischen dem Williams Ridge und dem Wedge Ridge an der Ostflanke des Blaiklock-Gletschers auf.
Teilnehmer der Commonwealth Trans-Antarctic Expedition (1955–1958) unter der Leitung des britischen Polarforschers Vivian Fuchs kartierten ihn 1957. Sie benannten ihn nach dem britischen Arzt Allan Frederick Rogers (1918–1990), der zur Mannschaft gehörte, der bei dieser Expedition die Durchquerung des antarktischen Kontinents gelang.